# Revue Historique
La Revue historique es una revista de historia francesa creada en 1876 por el protestante Gabriel Monod (1844-1912) y el católico Gustave Fagniez (1842-1927).

## Fundación
Al proponerle unirse a su amigo Gustave Fagniez, Gabriel Monod «quería fusionar el espíritu cartista y el espíritu normalino en una colaboración fructífera». Esta nueva revista surge como una reacción contra la Revue des questions historique creada diez años antes y que reflejaba el pensamiento de una derecha ultramontana y legitimista.
La Revue historique no buscaba pertenecer a ninguna religión, partido o doctrina. La mayoría de los colaboradores provienen de entornos protestantes o librepensadores. Gustave Fagniez acabó dimitiendo en 1882 en protesta por los ataques de la Revue contra la Iglesia católica. Charles Bémont, que participó en él desde 1876, se convirtió luego en su codirector hasta 1939.
Entre los colaboradores a finales del siglo XIX, hay que citar a Charles Bayet, Arthur Giry, Camille Jullian, Gustave Bloch, Ernest Lavisse, Paul Guiraud y Ernest Havet.
La Revista fue el origen de la llamada Escuela Metódica a la que se asocian los nombres de Charles-Victor Langlois y Charles Seignobos.

## Actualidad
Publicada en París por las Presses Universitaires de France, está dirigida por Claude Gauvard y Jean-François Sirinelli en la actualidad.
René Rémond fue director honorario hasta su muerte en 2007, al igual que Jean Favier, que le sucedió en el mismo cargo hasta su muerte en 2014.
Sébastien Charléty y Pierre Renouvin fueron directores antes de la guerra. Renouvin corre solo después de la guerra. En 1967, coeditó con Georges Duby y Maurice Crouzet, que había sido redactor jefe desde 1929.